# Jensen CV8
Jensen CV8 – sportowy samochód osobowy produkowany przez brytyjską firmę Jensen w latach 1962-1966. Dostępny jako 2-drzwiowe coupé. Następca modelu 541S. Do napędu używano silników V8 o pojemności 5,9 i 6,3 litra. Moc przenoszona była na oś tylną poprzez 3-biegową automatyczną bądź 4-biegową manualną skrzynię biegów. Samochód został zastąpiony przez model Interceptor.

## Dane techniczne (V8 5.9 MkI)

### Silnik
- V8 5,9 l (5913 cm³), 2 zawory na cylinder, OHV
- Układ zasilania: gaźnik
- Średnica cylindra × skok tłoka: 104,78 mm × 85,73 mm
- Stopień sprężania: 9,0:1
- Moc maksymalna: 309 KM (227 kW) przy 4800 obr./min
- Maksymalny moment obrotowy: 535 N•m przy 3000 obr./min

### Osiągi
- Przyspieszenie 0-80 km/h: 6,3 s
- Przyspieszenie 0-100 km/h: 8,4 s
- Czas przejazdu pierwszych 400 m: 16,0 s
- Prędkość maksymalna: 211 km/h

## Dane techniczne (V8 6.3 MkII)

### Silnik
- V8 6,3 l (6286 cm³), 2 zawory na cylinder, OHV
- Układ zasilania: gaźnik
- Średnica cylindra × skok tłoka: 107,95 mm × 85,85 mm
- Stopień sprężania: 10,0:1
- Moc maksymalna: 335 KM (246 kW) przy 4600 obr./min
- Maksymalny moment obrotowy: 576 N•m przy 2800 obr./min

### Osiągi
- Przyspieszenie 0-80 km/h: 5,0 s
- Przyspieszenie 0-100 km/h: 6,7 s
- Czas przejazdu pierwszych 400 m: 14,6 s
- Prędkość maksymalna: 208 km/h